# Micropterix jacobella
Micropterix jacobella là một loài bướm đêm thuộc họ Micropterigidae. Nó được Walsingham, Lord Thomas de Grey, miêu tả năm 1901. Nó được tìm thấy ở Maroc và Tunisia và có thể gặp ở Algérie.
Sải cánh dài khoảng 7.5 mm.